# Lagoa Mirim
La lagoa Mirim (en français lagune Mirim ou en espagnol laguna Merín) est une lagune qui s'étend sur une aire de 3 994 km2, située à la frontière entre le Brésil et l'Uruguay. Le canal São Gonçalo relie cette lagune à celle (bien plus grande) dite des Canards (Lagoa dos Patos). Les côtes de la lagune se caractérisent par des étendues de sols humides, comme la Estación ecológica de Taim (es) (marais de Taim), déclaré patrimoine naturel de l'humanité par l'UNESCO.
Le bassin de la lagune est étendu sur les deux pays et son économie se base principalement sur le bétail. Toutefois la culture du riz est aussi très importante, car elle profite des conditions favorables au développement de cette céréale. Le tourisme est aussi une importante source de ressources.
Les principaux affluents depuis le territoire uruguayen sont les rivières Cebollatí et le Tacuarí et sur la frontière entre les deux nations, le Jaguarão (ou en espagnol : Yaguarón), la lagune est alimentée par un bassin couvrant 62 250 km2 de terres dont 33 000 sur le territoire uruguayen.